# Grzegorz Akyndyn
Grzegorz Akyndyn również Gregorios Akindynos (gr.: Γρηγόριος Ἀκίνδυνος, Gregórios Akíndynos, ur. na pocz. XIV w. w Prilepie, zm. po 1347) – grecki teolog pochodzenia słowiańskiego, przeciwnik hezychazmu.

## Życiorys
Grzegorz Akyndyn urodził się na pocz. XIV w. w Prilepie w Macedonii. O. Jurewicz uważa, że był z pochodzenia Słowianinem. Kształcił się Tesalonice pod kierunkiem Grzegorza Palamasa i Barlaama z Kalabrii. W 1338 roku wyjechał do Konstantynopola, gdzie włączył się do sporu pomiędzy swoimi dawnymi nauczycielami. Na soborze w dniu 10 czerwca 1341 roku Palamas doprowadził do oficjalnego uznania swojej doktryny. Dotychczas pojednawczo nastawiony Akyndyn wystąpił wówczas zdecydowanie przeciw Palamasowi. Za zwalczanie skrajnych poglądów Palamasa i obronę tradycyjnej nauki Kościoła bizantyńskiego o naturze Trójcy Świętej, naraził się na potępienie synodu, obradującego pod przewodnictwem megadomestyka Jana Kantakuzena w sierpniu 1341 roku. W kolejnych tygodniach sytuacja uległa jednak zmianie. Do władzy w stolicy doszło stronnictwo cesarzowej Anny, a jednocześnie patriarcha Konstantynopola Jan XIV Kalekas, zdeklarowany przeciwnik Palamasa, zdecydowanie wystąpił przeciw niemu. Palamas znalazł się w więzieniu, a jego obrońca megadomestyk Jan Kantakuzen został wypędzony z Konstantynopola. W 1344 roku Akyndyn został wyświęcony przez patriarchę Jana Kalekasa na diakona. Kolejna zmiana w sytuacji politycznej cesarstwa doprowadziła antyhezychastów do utraty poparcia cesarzowej w 1346 roku. Na początku 1347 roku Jan Kalekas został złożony ze stolicy patriarszej, a Grzegorz Palamas wypuszczony z więzienia. W maju 1347 roku Jan Kantakuzen koronował się w Konstantynopolu na cesarza. Sobór zebrany w 1351 roku w Blachernach uroczyście uznał hezychazm za doktrynę ortodoksyjną i obłożył ekskomuniką Barlaama i Akyndyna. Potępienie to jest ponawiane co roku w tzw. niedzielę prawosławia.

## Twórczość
Akyndyn napisał 6 Mów przeciw najcięższym błędom Palamasowym (Antirretikój katá ton ponerotáton tu Palamá hajréseos), w których obalał credo Palamasa. Drugim jego podstawowym dziełem zwalczającym palamityzm jest O bycie i energii (Perí usías kaj energéjas), złożone z 6 ksiąg. Dwie pierwsze, dotyczące teologii, są dosłownym przekładem dzieła świętego Tomasza z Akwinu O prawdzie wiary katolickiej (De veritate catholicae fidei…). Napisał również utwór poetycki w 590 wersach jambicznych (wydany PG PG 148, 68-73; 150, 843-862 i umieszczony mylnie wśród dzieł Nicefora Gregorasa) poświęcony publicznemu wykazaniu błędów herezji palamitów, a także 76 listów teologicznych (Cod. Marcian 155 w Wenecji). Akyndyn pisał również przeciw Barlaamowi. Fragmenty jego dzieła, zawierającego tą polemikę: De Ecclesiae Occidentalis et Orientalis perpetua consensione ukazały się u Migne’a PG 150, 875-908.